# Liste des établissements financiers de Tunisie
Cette page présente une liste des établissements financiers de Tunisie.

## Banques

### Principales banques
| Rang                    | Société                                | Total de bilan en 2021 (millions de dollars) | Produit net bancaire en 2021 (millions de dollars) |
| ----------------------- | -------------------------------------- | -------------------------------------------- | -------------------------------------------------- |
| 1                       | Banque internationale arabe de Tunisie | 6 862                                        | 394                                                |
| 2                       | Banque nationale agricole              | 6 839                                        | 317                                                |
| 3                       | Société tunisienne de banque           | 4 720                                        | 227                                                |
| 4                       | Banque de l'habitat                    | 4 491                                        | 215                                                |
| 5                       | Attijari Bank                          | 3 820                                        | 209                                                |
| 6                       | Amen Bank                              | 3 312                                        | 158                                                |
| 7                       | Arab Tunisian Bank                     | 2 730                                        | 97                                                 |
| 8                       | Union internationale de banques        | 2 369                                        | 154                                                |
| 9                       | Banque de Tunisie                      | 2 301                                        | 131                                                |
| 10                      | Banque Zitouna                         | 1 866                                        | 101                                                |
| Sources : Jeune Afrique |                                        |                                              |                                                    |

### Autres banques
- Al Baraka Bank (ancienne Beit Ettamwil Saudi Tounsi ou BEST)
- Banque de financement des petites et moyennes entreprises (BFPME)
- BTK Bank (BTK)
- Banque tuniso-libyenne (BTL)
- Banque tunisienne de solidarité (BTS)
- Banque Zitouna
- Qatar National Bank Tunisia
- Tunis International Bank (TIB)
- Tunisian Saudi Bank

## Organismes decrédit-bail
- Tunisie Leasing & Factoring

## Sociétés degestion
- BMCE Capital Asset Management